# Richard Everard, 4. Baronet
Sir Richard Everard, 4. Baronet (* 24. Juni 1683 in Much Waltham, Essex, England; † 17. Februar 1733 in London, England) war ein britischer Kolonialgouverneur der Province of North Carolina.

## Lebenslauf
Richard Everard wurde in eine adlige Familie hineingeboren. Seine Eltern waren Sir Hugh Everard und dessen Frau Mary Browne. Nach dem Tod des Vaters Anfang 1706 erbte er dessen Adelstitel. Zwischenzeitlich war er Hauptmann der englischen Armee. Dabei war er 1704 für einige Monate während des Spanischen Erbfolgekrieges in Gibraltar stationiert. Nach seiner Rückkehr verließ er die Armee wieder. Um Familienschulden zu bezahlen, verkaufte er Teile der geerbten Güter. Anschließend erwarb er ein Anwesen in Broomfield Green. Im Juni 1706 heiratete er Susannah Kidder.
Als im Jahr 1724 die Beschwerden gegen den in der Province of North Carolina amtierenden Kolonialgouverneur George Burrington immer lauter wurden und der dortige Oberste Richter, Christopher Gale, in London dessen Ablösung forderte, zeigte Everard Interesse an diesem Amt. Nachdem die Absetzung Burringtons beschlossen war, wurde Everard zu dessen Nachfolger als Gouverneur ernannt. Dieses Amt bekleidete er zwischen dem 17. Juli 1725 und dem 25. Februar 1731. Diese Zeit war von vielen Unruhen und Kontroversen bestimmt. Es kam zu Konflikten zwischen dem Gouverneur und dem kolonialen Parlament. Auch mit seinem Vorgänger Burrington gab es persönliche und handgreifliche Übergriffe. Everard war bald noch unbeliebter als sein Vorgänger. Positiv zu vermerken ist, dass unter seiner Amtszeit im Jahr 1729 ein jahrzehntelanger Grenzstreit mit der benachbarten Kolonie Virginia beigelegt wurde. Ebenfalls im Jahr 1729 wurde die Kolonie der direkten königlichen Verwaltung unterstellt. Für das Amt des zukünftigen Gouverneurs kam Everard wegen seiner Unbeliebtheit nicht in Frage. Gleichzeitig schaffte es Burrington, in London wieder an Einfluss zu gewinnen und sich das Gouverneursamt damit erneut zu sichern. Everard blieb bis zu dessen Rückkehr aus England Anfang 1731 im Amt und kehrte anschließend nach England zurück. Er verbrachte seine letzten Jahre in London, wo er am 17. Februar 1733 verstarb.